# Højt skum - en film om Storm P.
Højt skum - en film om Storm P. er en dansk biografisk dokumentarfilm fra 2015, der er instrueret af Jørgen Vestergaard efter manuskript af ham selv og Bo hr. Hansen. Peter Vimmelskaft og pingvinen Ping fortæller om deres skaber, Robert Storm Petersen, som er bedre kendt under navnet Storm P.

## Handling
Robert Storm Petersen (1882-1949) var lige så alsidig som han var flittig. Derfor er hans efterladte produktion af figurer, tegninger, malerier, tegnefilm, tegneserier og fortællinger en uudtømmelig kilde til jubel og undren. Næppe nogen anden dansker - bortset fra H.C. Andersen - har bidraget så meget til folkevid og sproglig fornyelse som Storm P. Det vil filmen gerne bevise: Filminstruktør Jørgen Vestergaard har levendegjort tegneseriefigurerne Peter og Ping, der boede på Storms skrivebord fra 1922 til 1949, og fået dem til at fortælle om deres liv med kunstneren og privatmennesket. Med sine daglige avistegninger stimulerede han vores lattermuskler, men han var også samfundskritiker, filosof og seriøs maler.